# Amor, Escárnio e Maldizer
Amor, Escárnio e Maldizer é o sexto álbum de estúdio dos Da Weasel, lançado em 2007. Sucessor do multi-platinado Re-Definições (editado em Maio de 2004), entrou diretamente para o número um da tabela de vendas nacionais, tendo estado 28 semanas nos mais vendidos. Foi o último trabalho de originais lançado pela banda antes do hiato 2010-2023.

## Descrição
O álbum contou com um grande número de participações. Além de Bernardo Sassetti, do escritor José Luís Peixoto (autor da letra de "Negócios Estrangeiros"), do antigo jogador do Sport Lisboa e Benfica Simão Sabrosa, de Atiba que surge num dueto com Virgul em "International Luv" e do maestro Rui Massena e da Orquestra Sinfónica de Praga, em dois temas e na introdução do disco, os Da Weasel contaram ainda com os Gato Fedorento, Buraka Som Sistema (remix do 1º single "Dialectos da Ternura") e do produtor/ DJ norte-americano Vikter Duplaix numa remistura de "Toque-Toque".

## Prémios e reconhecimento
O disco valeu à banda o seu segundo Globo de Ouro na categoria de Melhor Grupo em 2007.
O single Dialectos de Ternura garantiu que voltassem a ser reconhecidos internacionalmente, recolhendo o galardão de "Best Portuguese Act" nos MTV Europe Music Awards de 2007.

## Faixas
| N.º | Título | Duração |  |
| 1.  | "8 Naipes" (Música por Czech National Symphonic Orchestra)                                                                  | 1:11    |  |
| 2.  | "Toque-Toque" | 4:52    |  |
| 3.  | "Dialectos de Ternura" | 4:06    |  |
| 4.  | "Salmo I" (Instrumental) | 0:58    |  |
| 5.  | "International Luv" (com Atiba)                                                                                             | 4:16    |  |
| 6.  | "Cowboys" (Dedicaçao em forma de poema com alguma utilização de instrumentos, para Cláudia)                                 | 1:01    |  |
| 7.  | "Mundos Mudos" (com Rui Massena e Czech National Symphonic Orchestra)                                                       | 4:47    |  |
| 8.  | "A Palavra" (com Bernardo Sasseti.)                                                                                         | 3:35    |  |
| 9.  | "Negócios Estrangeiros" (com Rui Massena e Czech National Symphonic Orchestra)                                              | 4:52    |  |
| 10. | " 'Bora Lá Fazer A P*** Da Revolução" (Intérlúdio em forma de poema com utilização da guitarra elétrica, com Simão Sabrosa) | 1:12    |  |
| 11. | "Um Dia Destes" | 3:30    |  |
| 12. | "Salmo II" (Instrumental)                                                                                                   | 1:46    |  |
| 13. | "Ó Nigga, tu és Nigga, Nigga?" (Introdução para a próxima faixa, Niggaz, de forma de um sketch cómico com Gato Fedorento)   | 0:49    |  |
| 14. | "Niggaz" (No final aparece um sketch cómico com os Gato Fedorento)                                                          | 3:30    |  |
| 15. | "Roar" (Instrumental em dedicação para Voivoid)                                                                             | 0:30    |  |
| 16. | "Sistema do Sistema" | 5:08    |  |
| 17. | "Amor, Escárnio e Maldizer"                                                                                                 | 3:44    |  |
| 18. | "Sticky Weasel Mix" (Remix de algumas músicas do albúm por Dj Glue. Inclui introdução por Atiba)                            | 1:30    |  |

| Edição Especial |                                                       |                |         |  |
| N.º             | Título                                                | Compositor(es) | Duração |  |
| 19.             | "Toque-Toque" (Remix por Vikter Duplaix)              |                | 4:03    |  |
| 20.             | "Dialectos de Ternura" (Remix por Buraka Som Sistema) |                | 4:47    |  |
| 21.             | "Amor, Escárnio e Maldizer" (Instrumental)            |                | 3:35    |  |
| 22.             | "Niggaz" (Instrumental)                               |                | 3:13    |  |

## Créditos
- Pacman (voz)
- Virgul (voz)
- Jay-Jay (baixo)
- Pedro Quaresma (guitarra)
- Guilherme Silva (bateria)
- Dj Glue (DJ)